# Ropušnička stlačená
Ropušnička stlačená (Ablabys binotatus) je paprskoploutvá ryba z čeledi Tetrarogidae.
Druh byl popsán roku 1855 německým přírodovědcem Wilhelmem Petersem.

## Popis a výskyt
Dosahuje maximální délky 15 cm.
Má tmavě hnědou barvu se žlutými nebo černými znaky a bílou či stříbrnou skvrnou nad prsní ploutví.
Byla nalezena ve vodách západního Indického oceánu, a sice u pobřeží Mosambiku a Jihoafrické republiky, podle neověřených záznamů i u Zanzibaru, Malediv, v Ománském zálivu, u Maskarén či Indie. Obývá mělké přílivové oblasti mezi vodními travinami.
IUCN zařadil druh do kolonky chybí údaje.